# Блай, Иво, 8-й граф Дарнли
Иво Фрэнсис Уолтер Блай, 8-й граф Дарнли (13 марта 1859 — 10 апреля 1927) — британский дворянин, политик и игрок в крикет. Он был известен как Достопочтенный Иво Блай с 1859 по 1900 год.

## Происхождение и образование
Родился 13 марта 1859 года в Лондоне. Второй сын Джона Блая, 6-го графа Дарнли (1827—1896), и леди Гарриет Мэри Пелэм (1829—1905), дочери Генри Пелэма, 3-го графа Чичестера. Он получил образование в Итонском колледже и в Тринити-колледже в Кембридже, получив степень бакалавра искусств в 1882 году. В Кембридже он был секретарем университетского Питт-клуба и играл за Кембридж против Оксфорда в университетском теннисном матче 1880 года.

## Крикетная карьера
В 1882/1883 году Иво Блай был капитаном сборной Англии в первой в истории тестовой серии крикета против сборной Австралии, где на кону стояла приз «Эшес»". Команда Блая выиграла серию из трех матчей, но четвертую проиграла
Иво Блай также играл за Кембриджский университет и Кентский крикетный клуб, сделав первоклассную карьеру в крикете, которая длилась с 1877 по 1883 год. Он был избран президентом крикетного клуба Марилебон в 1900 году и крикетного клуба графства Кент в 1892 и 1902 годах.

## Карьера
31 октября 1900 года после смерти своего старшего брата, Эдварда Блая, 7-го графа Дарнли (1851—1900), не оставившего после себя сыновей, Иво Блай унаследовал титулы 8-го графа Дарнли из графства Мит (Пэрство Ирландии), 8-го виконта Дарнли из Атбоя в графстве Мит (Пэрство Ирландии) и 8-го барона Клифтона из Ратмора в графстве Мит (Пэрство Ирландии).
С 1905 по 1927 год — один из ирландских пэров-представителей в Палате лордов Великобритании.
В 1901 году лорд Дарнли был назначен заместителем лейтенанта и мировым судьей графства Кент . Он был назначен почетным полковником 4-го добровольческого батальона Королевы (Королевский полк Западного Кента) в июле 1902 года.

## Личная жизнь
9 февраля 1884 года Ивой Блай женился на австралийке Флоренс Роуз Морфи (ок. 1860 — 30 августа 1944), дочери Джона Стивена Морфи. Она работала учителем музыки в Рупертсвуде, где её будущий муж останавливался во время своего турне по Австралии. У супругов было два сына и дочь:
- Эсме Блай, 9-й граф Дарнли (11 октября 1886 — 29 мая 1955), старший сын и преемник отца. В 1912 году он женился на Дафне Рэйчел Малхолланд, дочери достопочтенного Альфреда Джона Малхолланда (третий сын Джона Малхолланда, 1-го барона Данлита). Они развелись в 1920 году, и в 1921 году она вышла замуж за полковника Хьюго Генри Чандора из Уорлингем-холла.
- Подполковник Достопочтенный Ноэль Джервас Блай (14 ноября 1888 — 4 июля 1984), в 1912 году он женился первым браком на Мэри Джек Фрост, дочери капитана Джорджа Альфреда Фроста. После их развода в 1934 году он вторично женился на Дороти Миллисент Изабелле Манро. После её смерти в 1972 году он женился в третий раз на миссис Кэтлин Уэзерилл Стрикленд.
- Леди Дороти Вайолет Блай (8 февраля 1893 — 16 января 1976), в 1916 году она вышла замуж за капитана Дэниела Спенсера Пепло.

Лорд Дарнли умер в Шорне, Кент, в апреле 1927 года в возрасте 68 лет, ему наследовал семейный титул его старший сын Эсме. Его вдова умерла в августе 1944 года, будучи удостоенной звания одной из первых дам Ордена Британской империи в 1919 году.
Иво Блай похоронен в семейном склепе коллегиальной церкви Святой Марии Магдалины в Кобэме, Кент.